# Először másokért jöttek…

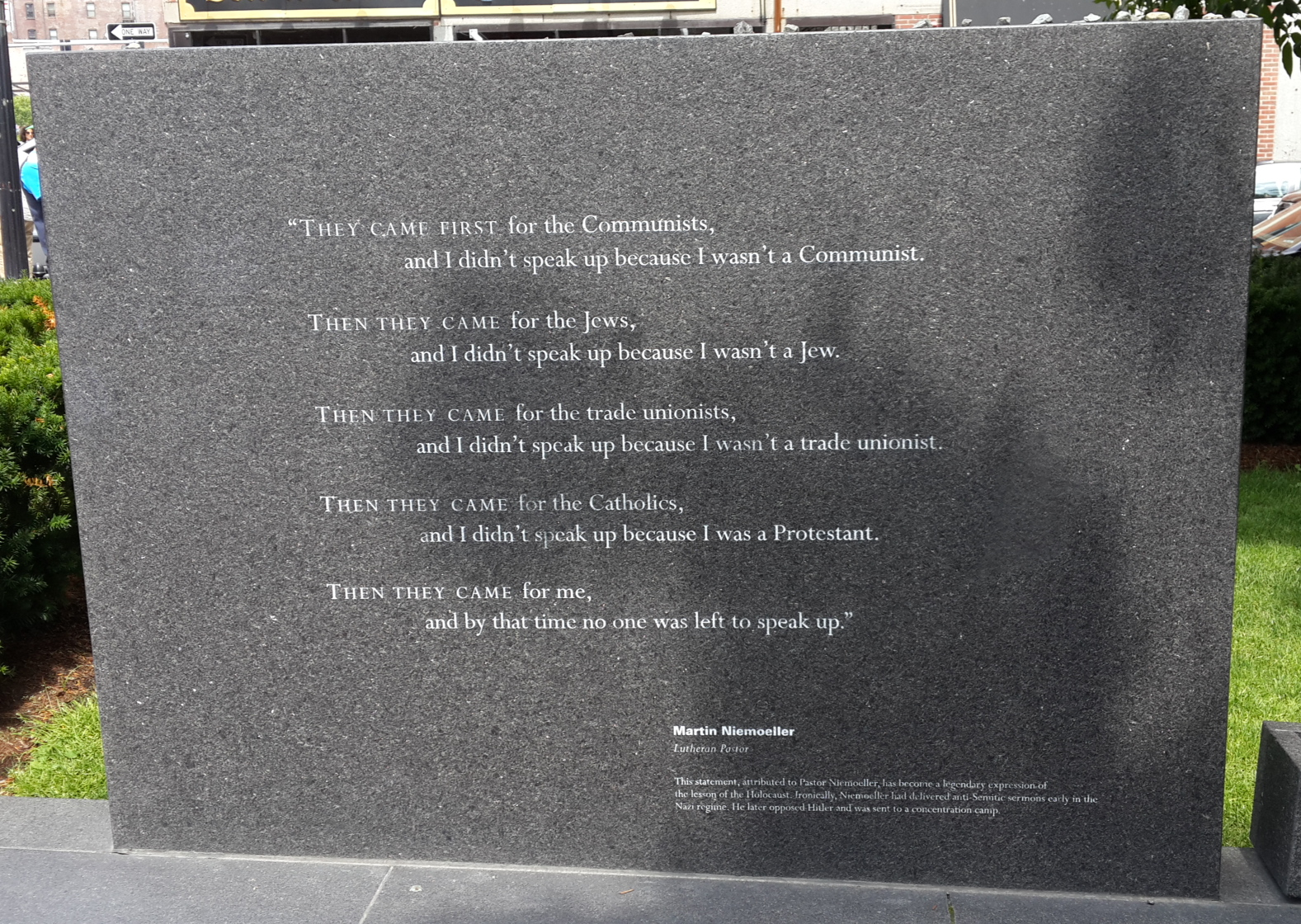
A vallomás vésete költői formában, a New England Holocaust Memorialon Bostonban, Massachusettsben kiállítva

Az Először másokért jöttek… (németül: Zuerst kamen sie …) Martin Niemöller (1892–1984) német evangélikus lelkész 1946-os háború utáni hitvalló prózájának költői formája. A német értelmiségiek és papság – és saját bevallása szerint maga Niemöller  – hallgatásáról szól, a nácik hatalomra jutását és azt követően célpontjaik csoportról csoportra történő fokozatos felszámolásáról követően. Az eredeti szellemében számos variáció és adaptáció jelent meg angol nyelven. Az üldöztetés, a bűntudat, a bűnbánat és a személyes felelősség témáival foglalkozik.
A vallomás legismertebb angol nyelvű változatai a költői formába szerkesztett változatok, amelyek az 1950-es években kezdtek el terjedni. Az Egyesült Államok Holokauszt Emlékmúzeuma a következő szöveget idézi a beszéd számos költői változataként:

„Először a szocialistákat hurcolták el, de én nem álltam ki mellettük—

     
Mert én nem voltam szociáldemokrata.
Aztán a szakszervezetiseket hurcolták el, de én nem álltam ki mellettük—

     
Mert én nem voltam szakszervezeti tag.
Aztán a zsidókat hurcolták el, de én nem álltam ki mellettük sem—

     
Mert nem voltam zsidó.
Végül aztán eljöttek értem is — de már nem maradt senki, aki mellém állhatott volna.”

A brit kormány által alapított jótékonysági szervezet, a Holocaust Memorial Day Trust hosszabb változata a következő:

„Először a kommunistákért jöttek

És én nem álltam ki mellettük

Mert én nem voltam kommunista. 
Aztán a szocialistákért jöttek

És én nem álltam ki mellettük

Mert én nem voltam szocialista. 
Aztán a szakszervezeti vezetőkért jöttek

És én nem álltam ki mellettük

Mert én nem voltam szakszervezeti tag. 
Aztán a zsidókért jöttek

És én nem álltam ki mellettük

Mert én nem voltam zsidó. 
Aztán eljöttek értem is

És addigra már nem maradt senki

Aki kiállhatott volna mellettem..”

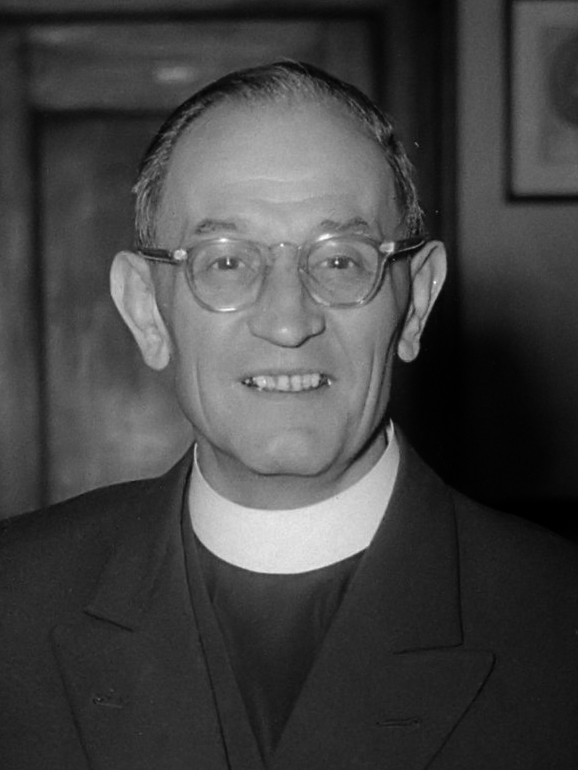
Niemöller a hágai Grote Kerkben 1952 májusában

Martin Niemöller német evangélikus lelkész és teológus a németországi Lippstadtban született 1892-ben. Niemöller antikommunista volt, és támogatta Adolf Hitler hatalomra jutását. Ám amikor hatalomra jutása után Hitler ragaszkodott az államnak a vallás feletti fölényéhez, Niemöller kiábrándult. A Hitlerrel szemben álló német papok egy csoportjának vezetője lett. 1937-ben letartóztatták, és végül Sachsenhausenbe és Dachauba zárták. 1945-ben a szövetségesek szabadon engedték. Pályafutását Németországban folytatta lelkészként és a második világháború utáni német bűnbánat és megbékélés egyik vezető hangjaként.

## Eredete
Niemöller 1946. január 6-án a frankfurti Hitvalló Egyháznak mondott beszédében vallomást tett, aminek ez a részleges fordítása:

„…az emberek, akiket akkor a táborokba zártak, kommunisták voltak. Ki törődött velük? Értesültünk erről, megírták az újságok. Ki emelte fel a szavát, talán a Hitvalló Egyház? Azt gondoltuk: kommunisták, a vallás ellenzői, a keresztények ellenségei – "legyek a bátyám őrzője?"
Aztán megszabadultak a betegektől, az úgynevezett gyógyíthatatlanoktól. Emlékszem egy beszélgetésemre egy olyan személlyel, aki kereszténynek vallotta magát. Azt mondta: Talán így van, ezek a gyógyíthatatlan betegek csak az állam pénzén élnek,  csak terhet jelentenek maguknak és másoknak. Nem az a legjobb minden érintett számára, ha kivonják őket a [társadalom]ból? Csak ekkor vette erről tudomást az egyház.
Aztán elkezdtünk beszélgetni, mígnem a hangunk ismét elhallgatott a nyilvánosság előtt. Mondhatjuk, hogy nem vagyunk bűnösök/felelősek?
A zsidóüldözés, ahogyan a megszállt országokkal bántunk, vagy a görögországi, lengyelországi, csehszlovákiai vagy hollandiai dolgok, amiket az újságok írnak… Azt hiszem, a Hitvalló Egyház tagjaként minden okod megvan arra, hogy azt mondd: mea culpa, mea culpa! Lebeszélhetjük magunkat azzal az ürüggyel, hogy a fejemet vették volna, ha megszólalok.
Inkább hallgattunk. Természetesen bűntudatunk van, és újra és újra felteszem magamnak a kérdést, hogy mi történt volna, ha 1933-ban vagy 1934-ben – biztos volt rá lehetőség – 14 000 protestáns lelkész és minden németországi protestáns közösség megvédte volna az igazságot. akár az életük árán is? Ha már akkor mondtuk volna, nem helyes, amikor Hermann Göring egyszerűen koncentrációs táborokba helyez 100 000 kommunistát, hogy hagyja őket meghalni. El tudom képzelni, hogy talán 30-40 000 protestáns keresztény fejét vágták volna le, de azt is el tudom képzelni, hogy 30-40 000 millió [sic] embert mentettünk volna meg, mert ez most ennyibe kerül.”

Ezt a beszédet 1947-ben lefordították és kiadták angolul, de később visszavonták, amikor azt állították, hogy Niemöller a nácik korai támogatója volt. A "betegeket, az úgynevezett gyógyíthatatlanokat" az " Aktion T4 " eutanáziaprogramban ölték meg. A kommunisták, szocialisták, iskolák, zsidók, a sajtó és az egyház neve szerepel Niemöller beszédének 1955-ös változatában, amelyet egy német professzornak adott interjúban idéztek, aki Niemöllert idézte. Egy amerikai képviselő mondott hasonló beszédet 1968-ban, kihagyva a kommunistákat, de olyan iparosokat is, akiket a nácik csak egyénileg vettek célba.
Niemöllertől azt idézik, hogy karrierje során a szöveg számos változatát használta, de a kaliforniai Santa Barbarai Egyetem professzora, Harold Marcuse által azonosított bizonyítékok azt mutatják, hogy az Egyesült Államok Holokauszt Emlékmúzeumának verziója pontatlan, mert Niemöller gyakran használta a „ kommunisták ” szót. nem pedig a " szocialisták " szót. A "szocialisták" helyettesítése a "kommunistákkal" az antikommunizmus hatása, és a leggyakoribb az Egyesült Államokban elterjedt változatban. Marcuse szerint "Niemöller eredeti érvelése azon csoportok megnevezésén alapult, amelyekkel ő és közönsége ösztönösen nem törődne. A washingtoni kommunisták és a németországi zsidók mellőzése eltorzítja ezt a jelentést, és ki kell javítani."
1976-ban Niemöller a következő választ adta egy interjúkérdésre, amely a vers eredetét kérdezte. A Martin-Niemöller-Stiftung ("Martin Niemöller Alapítvány") ezt a beszéd "klasszikus" változatának tartja:

„Nem készült jegyzőkönyv vagy leirat arról, amit mondtam, és lehet, hogy én fogalmaztam másként. De a lényege mindenesetre az volt: a kommunistákkal ezt még mindig nyugodtan hagyjuk; és a szakszervezetekkel is hagyjuk, hogy ez megtörténjen; és még a szociáldemokratákkal is hagytuk megtörténni. Mindez nem a mi dolgunk volt.”

## Szerepe a náci Németországban
A legtöbb protestáns lelkészhez hasonlóan Niemöller is nemzeti konzervatív volt, és nyíltan támogatta a Weimari Köztársaság konzervatív ellenfeleit. Üdvözölte tehát Hitler 1933-as hatalomra jutását, abban a hitben, hogy ez nemzeti újjászületést hoz. 1934 őszére Niemöller csatlakozott más evangélikus és protestáns egyházi személyekhez, mint például Karl Barthhoz és Dietrich Bonhoefferhez a Confessional Church megalapításában, egy protestáns csoportban, amely ellenezte a német protestáns egyházak nácizálását.
Niemöller még 1935-ben pejoratív megjegyzéseket tett a hívő zsidókra, miközben saját egyházában megvédte azokat a zsidó származásúakat, akik megkeresztelkedtek, de faji örökségük miatt a nácik üldözték őket. Egy 1935-ös prédikációjában megjegyezte: "Mi az oka a több ezer éve tartó nyilvánvaló büntetésüknek? Kedves testvéreim, az ok könnyen megmagyarázható: a zsidók vitték a keresztre Isten Krisztusát!"
1936-ban azonban határozottan ellenezte a nácik „ árja paragrafusát ”. Niemöller aláírta a protestáns egyháziak egy csoportjának petícióját, amely élesen bírálta a náci politikát, és kijelentette, hogy az árja paragrafus összeegyeztethetetlen a felebaráti szeretet keresztény erényével. A náci rezsim tömeges letartóztatásokkal és csaknem 800 lelkész és egyházi ügyvéd elleni vádemeléssel reagált.
A szerző és a Nobel-díjas Thomas Mann az Egyesült Államokban publikálta Niemöller prédikációit, és méltatta bátorságát.

## Használata

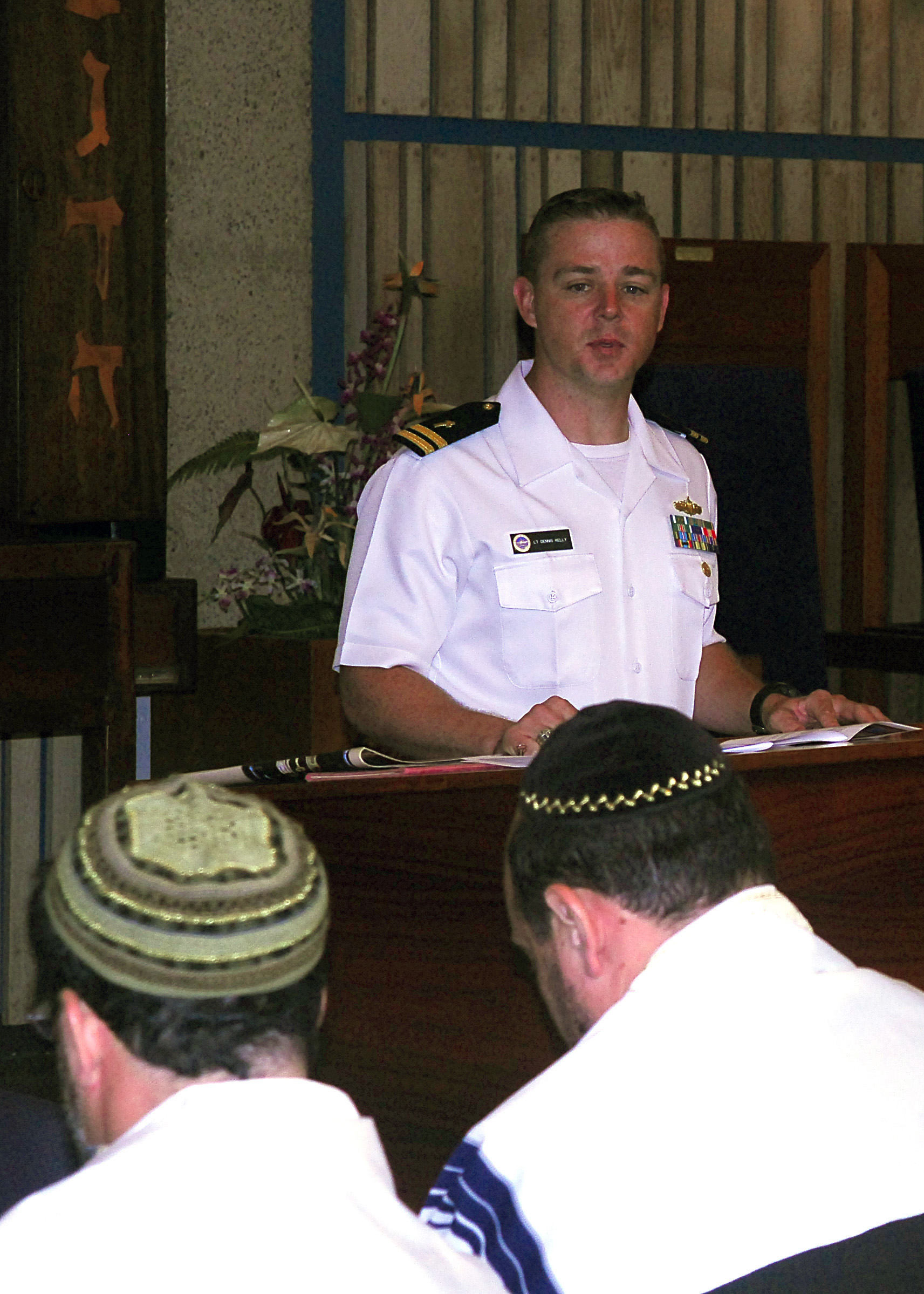
Az amerikai haditengerészet egyik lelkésze felolvas egy részletet Niemöller verséből a Holokauszt Emléknapjainak ünnepi istentiszteleten Pearl Harborban; 2009. április 27.

Az Egyesült Államok washingtoni Holokauszt Emlékmúzeumában az idézet ki van állítva, a múzeum honlapján pedig az idézet történetét tárgyalják.
A vers egy változata a jeruzsálemi Yad Vashem holokauszt-emlékműnél látható. A verset bemutatják a virginiai richmondi Virginia Holocaust Múzeumban , a massachusettsi bostoni New England Holocaust Memorialban, a floridai szentpétervári Floridai Holocaust Múzeumban és az Illinois Holocaust Múzeumban és Oktatási Központban Skokie államban, Illinois államban is.

## Fordítás
Ez a szócikk részben vagy egészben  a   First they came ... című angol Wikipédia-szócikk ezen változatának fordításán alapul.  Az eredeti cikk szerkesztőit annak laptörténete sorolja fel. Ez a jelzés csupán a megfogalmazás eredetét és a szerzői jogokat jelzi, nem szolgál a cikkben szereplő információk forrásmegjelöléseként.

## További irodalom
- Baldwin, James. „Open Letter to my Sister, Angela Davis”, New York Review of Books, 1971. január 7.  Quotation: "If they come for me in the morning, they will come for you in the night."
- Davis, Angela Y.. If They Come in the Morning: Voices of Resistance. The Third Press (1971. március 15.). ISBN 9780893880224
- Stein, Leo (2003), They Came for Niemoeller: The Nazi War Against Religion, <https://books.google.com/books?id=F42NymDVHs8C&q=martin+niem%C3%B6ller> First published 1942 by Fleming H. Revell Co.